# The Bees' Buzz
The Bees' Buzz est un film américain réalisé par Mack Sennett, sorti en 1929.

## Synopsis
Les fiançailles d'un homme simplet sont contrariées par un rival romantique et les piqûres des abeilles.

## Fiche technique
- Réalisateur : Mack Sennett
- Scénario : Hampton Del Ruth, Harry McCoy, Earle Rodney, John A. Waldron
- Photographie : John W. Boyle, Ernie Crockett
- Montage : William Hornbeck
- Distributeur : Educational Pictures
- Durée : 21 minutes
- Date de sortie : 7 avril 1929[2]

## Distribution
- Harry Gribbon : Homer Ashcraft
- Andy Clyde : Peggy's father
- Barbara Leonard : Peggy
- Tyler Brooke : Peggy's suitor
- Vernon Dent : Jim
- Ruth Kane : une invitée
- Billy Gilbert